# Gelanor
Gelanor (altgriechisch Γελάνωρ Gelánōr) ist in der griechischen Mythologie der Sohn des argivischen Königs Sthenelas, Sohn des Krotopos, und trat dessen Nachfolge als König an.
Als Poseidon das Land wegen der Bevorzugung Heras mit Wassernot strafte, landete Danaos, verfolgt von Aigyptos und dessen 50 Söhnen, in Argos. Gelanor hieß ihn und seine 50 Töchter, die Danaiden, in Argos willkommen. Die Danaiden lehrten die Argiver die Kunst der Bewässerung.
Danaos erhob Anspruch auf den Thron von Argos, denn als Nachkomme der Io war er ebenso ein Inachide wie Gelanor. Das Volk, das die Wahl treffen sollte, kam zu keinem Ergebnis und vertagte die Entscheidung. Am nächsten Morgen fiel ein Wolf in eine Rinderherde ein. Das Leittier stellte sich dem Wolf entgegen und wurde schließlich getötet. Das sah man als Zeichen und entschied sich für Danaos als neuen Herrscher, denn der siegreiche Wolf gehörte nicht zur Herde, so wie Danaos, der aus der Fremde stammte, zuvor nicht zu den Argivern gehörte.